# Scutellaria modesta
Scutellaria modesta là một loài thực vật có hoa trong họ Hoa môi. Loài này được Játiva & Epling miêu tả khoa học đầu tiên năm 1968.